# Dialeurodes kirkaldyi
Dialeurodes kirkaldyi is een halfvleugelig insect uit de familie witte vliegen (Aleyrodidae), onderfamilie Aleyrodinae.
De wetenschappelijke naam van deze soort is voor het eerst geldig gepubliceerd door Kotinsky in 1907.